# Tarka csiga
A tarka csiga vagy tarka diszkoszcsiga (Discus rotundatus) Európában honos, a tüdőscsigákhoz tartozó szárazföldi csigafaj. 

## Megjelenése

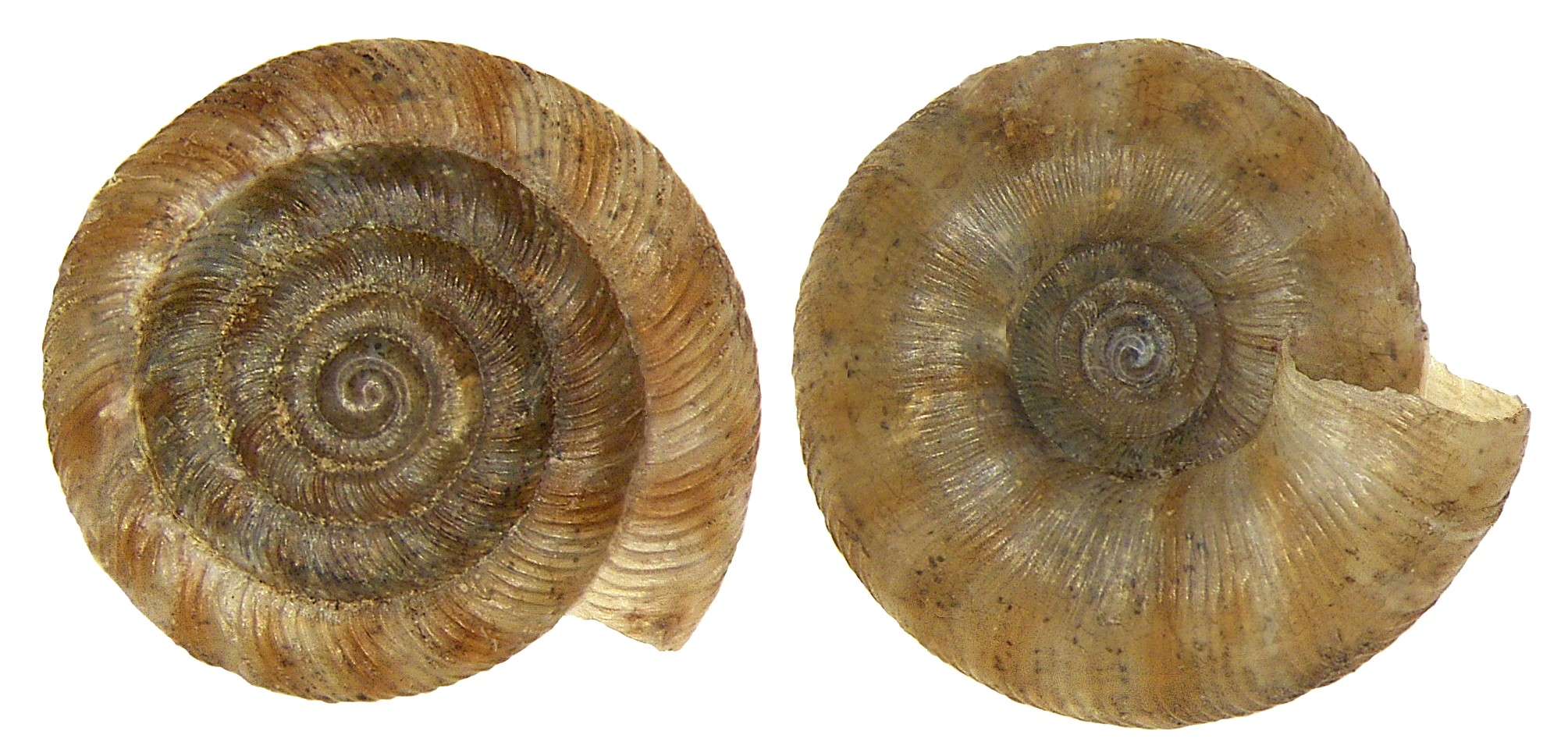
A tarka csiga háza

A csigaház 5,5–7 mm széles és 2–4 mm magas, lapított korong alakú, 6 kanyarulatból áll. Alapszíne szaruszínű sárgásbarna, amit a kanyarulatokban rendszeresen ismétlődő vörösbarna foltok tarkítanak. A ház felső oldala erősen bordázott, alulról csak kevéssé rovátkolt és egyszínű. Köldöke rendkívül tág, akár a ház szélességének egyharmadát is kiteheti, tölcséresen szűkülő. Az állat a közép-európai változat esetében felül kékesszürke, alul szürkésfehér; Dél-Európában sötét, majdnem kékesfekete.

## Elterjedése és életmódja
A tarka csiga Nyugat- és Közép-Európában honos, előfordul Skandinávia déli részén és egész Olaszországban is. Keleten a Baltikum-Ukrajna-Törökország vonal alkotja elterjedésének határát. Svájcban 2100 méter magasságig megtalálták, a magasabb területeken a közeli rokon D. ruderatus-szal verseng. Angliában és Írországban az egyik leggyakoribb csigafaj. Az Egyesült Államok és Kanada atlanti partvidékére is behurcolták, de nem invazív faj, nem szorítja ki az őshonos csigákat. Magyarországon az északi domb- és hegyvidékeken, Sopron-Kőszeg környékén, a Badacsonyon, a Bakonyban, a Börzsönyben fordul elő.
Közép-Európában a dombvidéki erdős-bokros területeket, a nedves árnyékos élőhelyet kedveli. A Brit-szigeteken minden nedves és nem napsütötte helyen előfordul. Kövek, fatörzsek, vagy az avar alatt lehet ráakadni, a kertekben mezőgazdasági területeken is él.

## Szaporodása

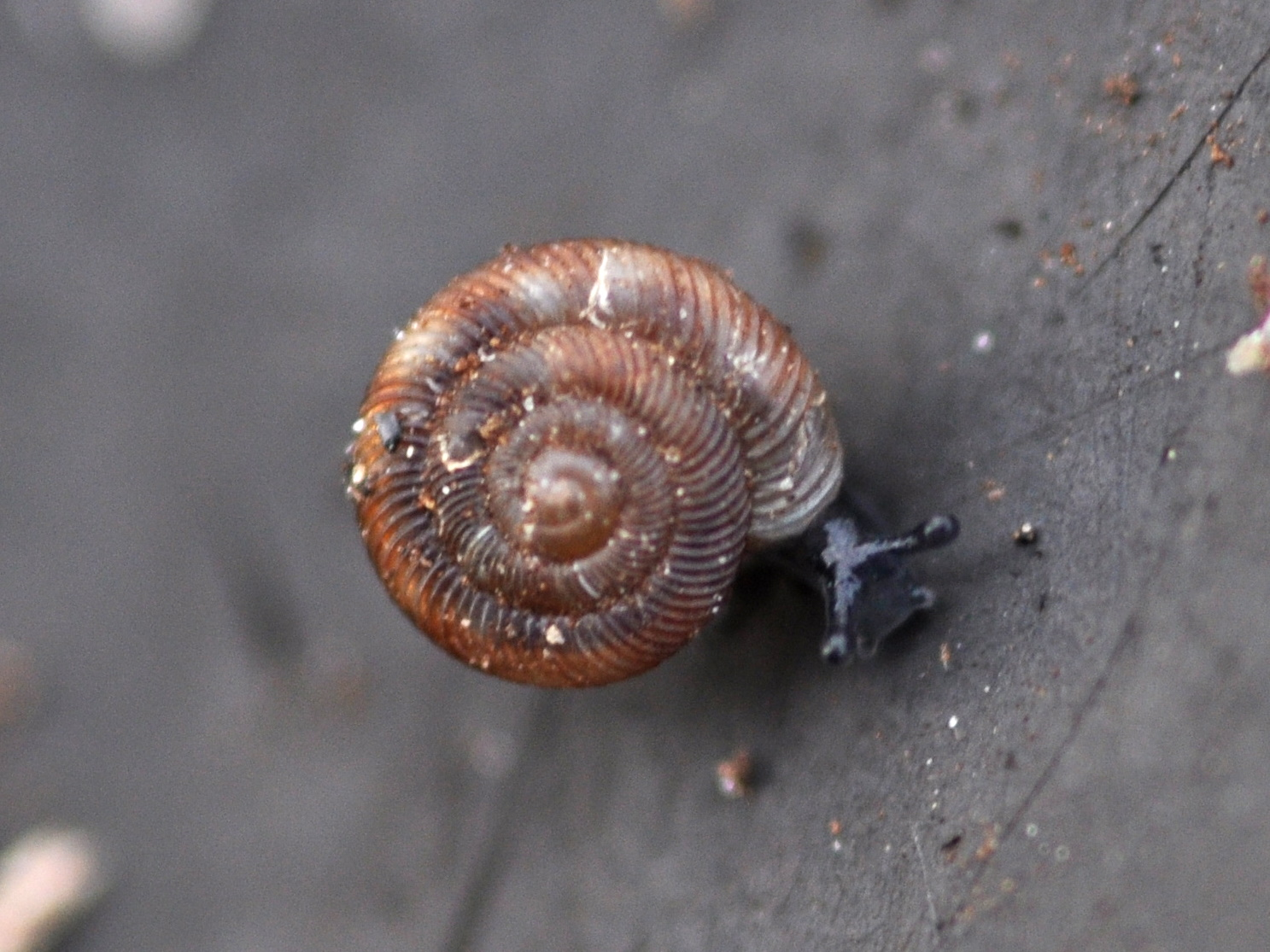

A többi szárazföldi csigához hasonlóan hímnősek, gyakori az önmegtermékenyítés. Szaporodási időszaka májustól októberig tart, 2-15-ös csomagokban összesen 20-50 petét raknak az avar vagy kidőlt fatörzsek alá. A petékből a csigák 10-30 nap múltán kelnek ki, házuk kéthavonta egy újabb kanyarulattal gyarapodik. A következő évre lesznek ivarérettek, teljes élettartamuk 2,5-3,5 év.
Magyarországon nem védett.